# Viscount Marchwood

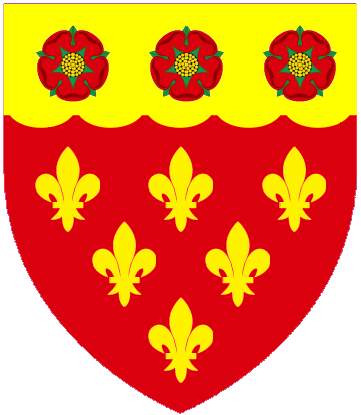
Wappen der Viscounts Marchwood

Viscount Marchwood, of Penang and of Marchwood in the County of Southampton, ist ein erblicher britischer Adelstitel in der Peerage of the United Kingdom.
Familiensitz der Viscounts ist das Anwesen The Filberts in Aston Tirrold, Oxfordshire.

## Verleihung und nachgeordnete Titel
Der Titel wurde am 13. September 1945 für den Geschäftsmann und konservativen Politiker Frederick Penny, 1. Baron Marchwood geschaffen. Er war bereits am 19. Juni 1933 in der Baronetage of the United Kingdom zum Baronet, of Singapore and Kingston-upon-Thames in the County of Surrey, sowie am 8. Juni 1937 in der Peerage of the United Kingdom zum Baron Marchwood, of Penang and of Marchwood in the County of Southampton, erhoben worden.
Heutiger Titelinhaber ist dessen Urenkel David Penny als 4. Viscount.

## Liste der Viscounts Marchwood (1945)
- Frederick Penny, 1. Viscount Marchwood (1876–1955)
- Peter Penny, 2. Viscount Marchwood (1912–1979)
- David Penny, 3. Viscount Marchwood (1936–2022)
- Peter Penny, 4. Viscount Marchwood (* 1965)

Titelerbe (Heir apparent) ist der Sohn des aktuellen Titelinhabers Hon. Christopher Penny (* 1999).